# Separación Iglesia-Estado

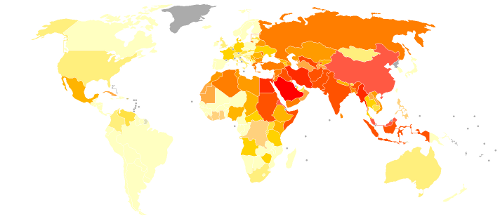
Libertad de culto por país (Pew Research Center en 2009). Amarillo claro: baja restricción. Rojo: alta restricción a la libertad de religión.

La separación Iglesia-Estado es el concepto legal y político por el cual las instituciones del Estado y religiosas (iglesias) se mantienen separadas y las iglesias no intervienen en los asuntos públicos ni el Estado en los asuntos de las iglesias; teniendo cada parte una autonomía para tratar los temas relacionados con sus esferas de influencia, siendo en la mayoría de las veces parte del proceso de secularización de una sociedad, o el surgimiento con fuerza de grupos religiosos que cuestionan una religión de Estado o iglesia oficial; en este último caso la separación Iglesia-Estado está relacionada con la extensión de la libertad de culto a todos los ciudadanos; y, se condiciona a partir de este derecho la relación entre el Estado y la Iglesia. Ocurre sobre todo en aquellos Estados con religión de Estado u oficial que favorecen legal o informalmente una religión en detrimento de las demás por medio del patronato regio u otras acciones similares.

Estados por religión oficial
Estados cuya religión oficial es el cristianismo
Estados cuya religión oficial es el islam
Estados cuya religión oficial es el budismo
Estados laicos sin religión oficial

La separación entre Iglesia (sea esta anglicana, católica, luterana, presbiteriana, o cualquier tipo de culto religioso) y Estado es una idea que hunde sus orígenes en la doctrina de las dos espadas de finales del siglo V, enunciada por el papa Gelasio I, y se manifestó más tarde en la lucha de la Iglesia católica en contra del cesaropapismo del Imperio Bizantino que produjo el cisma de oriente en 1053. La idea comienza a resurgir a partir del humanismo, durante el Renacimiento. Se consolida con la Ilustración, por medio de la corriente filosófica racionalista, llegando a ser una política oficial durante la Revolución francesa, la Independencia estadounidense y las revoluciones liberales que buscan deshacer la llamada "alianza entre el Trono y el Altar".
Actualmente, la separación entre la Iglesia y el Estado se encuentra plasmada en muchas constituciones nacionales, mediante el establecimiento de un Estado laico, en unos casos, en otros mediante el establecimiento de un Estado aconfesional. De hecho hubo una tendencia en el mundo desde la Edad Moderna hacia una secularización del Estado, la cual ha disminuido con el fortalecimiento iglesias protestantes, y sobre todo del Islam.
Debe entenderse que la separación Iglesia-Estado es un espectro religioso-gubernamental, en donde se encuentran diferentes grados o niveles de separación, siendo el ateísmo de Estado su forma más radical, y el Estado aconfesional la forma más suave de separación Iglesia-Estado; así mismo en las teocracias, contundentemente no existe separación Iglesia-Estado.

## Modelos históricos de relación entre el Estado y la religión
Paul Cliteur, catedrático de Jurisprudencia de la Universidad de Leiden, establece en su ensayo  Esperanto moral (2007) cinco modelos en la relación entre el Estado y la religión:
1. Estado ateo o ateísmo de Estado. Es la promoción estatal de la irreligión, no admite ninguna forma de religión o secta. Se establece a través de la destrucción de edificios religiosos (iglesias, mezquitas, sinagogas, templos hindúes, templos budistas, templos sintoístas, etc.), la quema de libros sagrados (Biblia, Corán y Torá), el encarcelamiento, la persecución o deportación de ministros religiosos y la prohibición total de la práctica religiosa, como es el caso de Corea del Norte.
2. Estado laico o irreligioso. El Estado no tiene una religión estatal y supone la nula injerencia de cualquier organización o confesión religiosa en el gobierno de un país, ya sea en el poder legislativo, el ejecutivo o el judicial.
3. Estado aconfesional o neutro colaborativo. El Estado no tiene una Iglesia oficial o religión de Estado, pero sí da importancia a las expresiones religiosas de su pueblo, que no sólo las protege, sino que las fomenta de forma equitativa entre los diferentes sectores religiosos presentes en su territorio. Este es un modelo reivindicado por los diferentes sectores religiosos que no tienen estatus de religión oficial.
4. Estado multirreligioso, pluriconfesional o con varias religiones oficiales. El Estado ayuda e incluso financia a varias religiones que reconoce como estatales y mantiene a sus clérigos, sus templos y sus actividades. Aunque se den casos de tolerancia religiosa, los beneficios para las religiones oficiales resultan en detrimento de las demás religiones presentes en el territorio.
5. Estado confesional o con religión oficial. Una Iglesia o religión ocupa un lugar destacado en tareas de gobierno y orden público. El Estado mantiene la Iglesia dominante a través de los impuestos de la población. Aunque se den casos en que también se toleran otras Iglesias, los derechos de la religión estatal menoscaban a los demás sectores religiosos que hacen presencia entre su población.
6. Teocracia o Estado unificado con la religión oficial. Una religión dominante es la que ocupa el poder en el gobierno. Por lo general, se establece como la única religión tolerada y todas las demás son suprimidas. Se aplican las leyes que conciernen a esa religión. Se mantiene en Europa en la Ciudad del Vaticano, el monte Athos y la Orden de Malta. También en gran parte de Oriente Próximo, como Arabia Saudita; se instauró en el poder en Irán desde 1979, en Marruecos el rey es a la vez líder político y religioso, en Pakistán se aplica la sharía, especialmente en zonas rurales, así como en Afganistán en dos ocasiones (el Estado Islámico y el primer Emirato Islámico en los años 1990 y el segundo Emirato Islámico desde 2021) y en algunas zonas mayormente musulmanas de Nigeria y Sudán. Aunque existen algunos países islámicos seculares como Turquía e Indonesia, en general el islam tiene una fuerte influencia política en gran parte de naciones de mayoría musulmana.

Para Cliteur la teocracia es tan agresiva y rechazable como el ateísmo político, ya que ambos suprimen la libertad religiosa.

## Apoyo desde el punto de vista religioso
Diversos autores han interpretado que el origen de la separación entre Iglesia y Estado se encuentra en las propias palabras de Jesucristo (Mateo 22:21) en cuanto dice: "dad al César lo que es del César y a Dios lo que es de Dios".
Desde la reforma protestante hubo múltiples grupos cristianos (especialmente anabaptistas o grupos de cristianos independientes) que abogaban por la separación completa de la Iglesia y el Estado. Entre algunos de los grupos que destacan se encontraban la Sociedad de Amigos de George Fox y los ascendientes suizos y germanos de los Amish. Asimismo, la separación constituye un rasgo distintivo de los fundamentos teológicos de la tradición bautista.

## Relación Iglesia-Estado por religión dominante

### Cristianismo

#### Iglesia católica

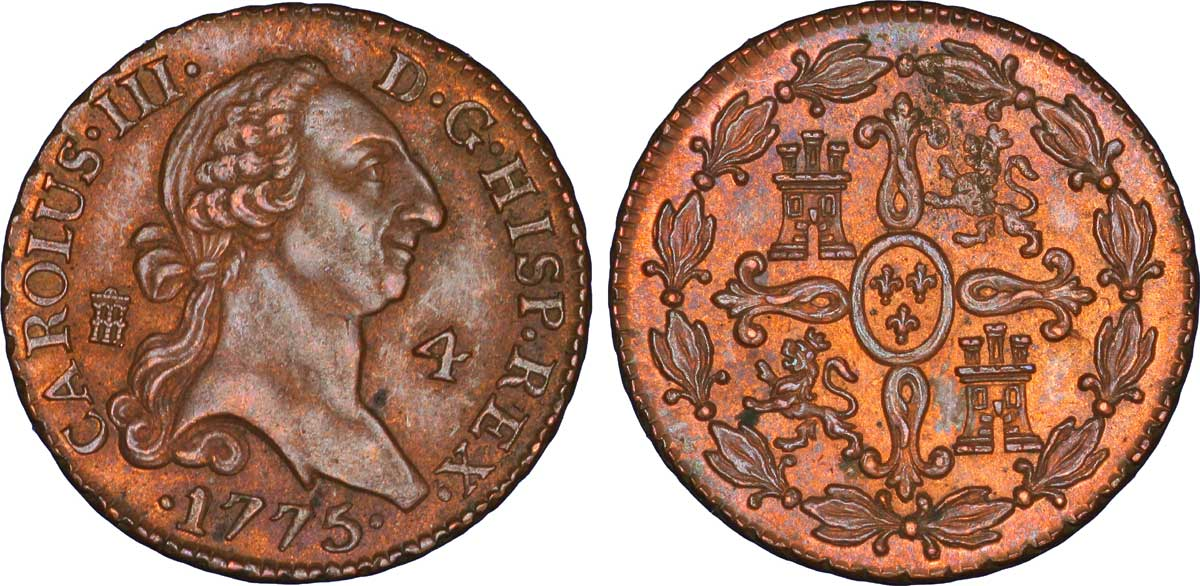
Moneda de 4 maravedíes con la efigie de Carlos III de España acuñada en 1775, con la leyenda CAROLUS III DEI GRATIA HISPANIARUM REX (Carlos III rey de las Españas por la gracia de Dios).

La consolidación del absolutismo en los países católicos y la asunción de las ideas regalistas dio lugar al máximo desarrollo de las teorías defensoras del derecho divino de los reyes, lo que supuso que el monarca se atribuyera una serie de iura maiestatica circa sacra que le facultaban a intervenir en los asuntos eclesiásticos, como por ejemplo en España y en su Imperio, donde existía el regio patronato, el pase regio o el recurso de fuerza. Sin embargo, el monarca nunca llegó a convertirse en líder espiritual de sus súbditos, pues reconocía al Papa como máxima autoridad religiosa; a diferencia de aquellos países protestantes donde se crearon Iglesias nacionales. Además, el derecho divino del monarca era incompatible con la doctrina de la Iglesia Católica, incluso cuando fue defendido por príncipes católicos como Luis XIV o algunos borbones españoles, así como por primeros ministros católicos como el marqués de Pombal en Portugal o intelectuales católicos como Jean Bodin. Esto se debía a que negaba el papel de la Iglesia como intermediario espiritual entre el hombre común y Dios, dándole este atributo al monarca, además, en la concepción católica de la política y el estado de derecho, el monarca  (y cualquier cabeza de gobierno) siempre está sujeto a la ley natural y divina, que se consideran superiores al monarca. La posibilidad de que la monarquía degenerase moralmente, anulara la ley natural y degenerara en una tiranía opresora del bienestar general fue respondida teológicamente con el concepto católico de tiranicidio extralegal, idealmente ratificado por el Papa, puesto que tal monarca perdería la legitimidad de ejercicio de su gobierno. Por orden del Papa, el cardenal Roberto Belarmino publicó una refutación, bajo el seudónimo de Mateus Torti.
Pese a ello, se debe agregar que, desde mediados del siglo XVI hasta el XIX, existieron dos corrientes de pensamiento para explicar jurídicamente los orígenes del real patronato en el derecho natural de la tradición escolástica tomista. La primera escuela era la de los "regalistas", quienes argumentaron que el derecho de patronato era de origen laico-secular, siendo así una parte inherente e integral de la soberanía temporal de los estados y el poder civil (posteriormente, está escuela sería condenada como parte de la herejía Galicana). La segunda escuela, los "canonistas" o "ultramontanistas", quienes demostraron que el patronato regio originalmente no era laico, sino de origen espiritual, y se fundaba únicamente en las concesiones pontificias que León X, Julio II, Alejandro VI, Julio II y sus sucesores otorgaron a los monarcas europeos. 
En la controversia con las repúblicas de Hispanoamérica, el papado, con el fin de reafirmar su autoridad legítima sobre la iglesia en América, y con base en doctrina de las dos espadas del agustinismo político, consideró correcta la teoría ultramontana, es decir, que el patronato de Indias era originalmente una concesión, por lo tanto no inherente a la soberanía, y en consecuencia, no heredable por las repúblicas.
Tras las revoluciones burguesas del siglo XIX, se regularon las relaciones de los Estados con la Iglesia católica a través de concordatos, que reglamentaron por ejemplo, la enseñanza privada, la financiación de la iglesia, o aquellos ámbitos en que la iglesia actuaba en la vida civil (matrimonios, divorcios, beneficencia, entierros, enseñanza, ceremonial, etc.). 
La doctrina de la Iglesia católica respecto a la relación entre el Estado y la Iglesia se encuentra hoy día contenido en los numerales 2104-2109 del actual catecismo de la Iglesia católica. El documento afirma que la Iglesia trabaja para que los hombres puedan “informar con el espíritu cristiano el pensamiento y las costumbres, las leyes y las estructuras de la comunidad en la que cada uno vive”, habiendo nociones de un Estado confesional en línea con la doctrina del reinado social de Jesucristo. Aun así, el documento dignitatis humanae llega a apreciar la libertad religiosa, dentro de los límites de la doctrina social de la Iglesia.

#### Iglesias cristianas nacionales
En Europa hay en la actualidad algunas Iglesias o confesiones religiosas dependientes del Estado, como la Iglesia de Noruega, la Iglesia de Inglaterra, la Iglesia de Groenlandia, la Iglesia de Suecia, la Iglesia del Pueblo Danés, la Iglesia ortodoxa turca o la Iglesia ortodoxa de Grecia.
En Gran Bretaña existen algunas leyes relativas a la religión del monarca: la Ley de Instauración (Act of Settlement) y la Ley de Matrimonios Reales, que entre otras cosas prohíben que el soberano se case con una persona católica; o el Juramento de Coronación, que obliga a preservar la religión protestante.

### Islam

Mapa de países y su uso de la ley islámica:
Sharía a nivel estatal.
Los países miembros de la OCI que no tienen la sharía como base de su sistema judicial.
Sharía a nivel regional.
Sharía como ley familiar.

La separación de religión y estado ocurrió muy temprano en la historia islámica. Los eruditos musulmanes estaban dotados y separados del estado, de lo cual se volvieron muy críticos. El estado necesitaba que los eruditos legitimaran su gobierno, mientras que los eruditos no necesitaban el estado. Por lo tanto, los eruditos eran generalmente independientes, con algunos baches en la historia como la mihna como la excepción más que la regla. Richard Bulliet escribe que durante los períodos coloniales y poscoloniales del mundo musulmán, un objetivo principal de los tiranos políticos era eliminar la independencia de los académicos mediante la eliminación de su independencia económica y social. El resultado es la apertura de las puertas de la tiranía, que todavía es visible hoy en día en muchas partes del mundo musulmán.
En algunos países de cultura islámica no se reconoce tal separación y la legislación o sharía emana directamente del Corán y la Sunna (suma de tradiciones sobre actos y dichos del profeta Mahoma), que es una fuente del derecho, así como del Estado o la política, que son frecuentemente asociadas a la fe con lazos indivisibles por algunos gobiernos teocráticos fundamentalistas, en especial en la versión chiita de estas creencias.

## Países con una separación estable

### Chile
Con la aprobación de la Constitución de 1925 en Chile, se separó oficialmente la Iglesia del Estado. El artículo 10, numeral segundo establecía que:

Artículo 10: La Constitución asegura a todos los habitantes de la República:

2.º. La manifestación de todas las creencias, la libertad de conciencia y el ejercicio libre de todos los cultos que no se opongan a la moral, a las buenas costumbres o al orden público, pudiendo, por lo tanto, las respectivas confesiones religiosas erigir y conservar templos y sus dependencias con las condiciones de seguridad e higiene fijadas por las leyes y ordenanzas.
Las iglesias, las confesiones e instituciones religiosas de cualquier culto, tendrán los derechos que otorgan y reconocen, con respecto a los bienes, las leyes actualmente en vigor; pero quedarán sometidas, dentro de las garantías de esta Constitución, al derecho común para el ejercicio del dominio de sus bienes futuros.
Los templos y sus dependencias, destinados al servicio de un culto, estarán exentos de contribuciones [...]
DISPOSICIONES TRANSITORIAS. PRIMERA. (...) Durante cinco años el Estado entregará al señor Arzobispo de Santiago la cantidad de dos millones quinientos mil pesos anuales para que se inviertan en el país en las necesidades del culto de la Iglesia Católica.
Constitución Política de la República de Chile de 1925

Al separarse completamente ambas instituciones, la larga disputa entre la Iglesia y el Estado en Chile terminó. La controversia se había iniciado en los albores de la República, pero a mediados del siglo XIX el ejercicio por las autoridades chilenas de prerrogativas respecto de la Iglesia —como el derecho de patronato que reclamaba el Estado de proponer a la Santa Sede los candidatos a obispos y otros cargos eclesiásticos— dio lugar a una cada vez mayor oposición de parte de la jerarquía eclesiástica. Posteriormente, las divisiones se profundizaron con la llamada Cuestión del Sacristán (1856-1857), en la cual se llegó a usar el recurso de fuerza en contra de una decisión del arzobispo de Santiago; una ley interpretativa del artículo 5.º de la Constitución de 1833, que estableció una relativa libertad de culto (1865); y la aprobación de las llamadas leyes laicas (1883-1884), que establecieron los cementerios laicos, el matrimonio civil y el registro civil. La separación fue finalmente acordada con la Santa Sede en 1925, lo que puso término a las disputas. Por su parte, la Constitución de 1980 ratificó tal separación, al establecer:

Artículo 19: La Constitución asegura a todas las personas:

6.º.- La libertad de conciencia, la manifestación de todas las creencias y el ejercicio libre de todos los cultos que no se opongan a la moral, a las buenas costumbres o al orden público. Las confesiones religiosas podrán erigir y conservar templos y sus dependencias bajo las condiciones de seguridad e higiene fijadas por las leyes y ordenanzas.
Las iglesias, las confesiones e instituciones religiosas de cualquier culto tendrán los derechos que otorgan y reconocen, con respecto a los bienes, las leyes actualmente en vigor. Los templos y sus dependencias, destinados exclusivamente al servicio de un culto, estarán exentos de toda clase de contribuciones;
Constitución Política de la República de Chile de 1980

Sin embargo, hasta 2011, las sesiones de la Cámara del Senado se abrian "en nombre de Dios". Desde 2012, se abren "en nombre de Dios y la Patria".

### Cuba
Desde la promulgación de la Constitución cubana de 1901 se establecía en su Artículo 26 La Iglesia estará separada del Estado, el cual no podrá subvencionar en caso alguno, ningún culto”, y más adelante, “Es libre la profesión de todas las religiones así como de todos los cultos sin otra limitación que el respeto a la moral cristiana, la cual ha sido reafirmado por los sucesivos textos constitucionales.
La Constitución cubana de 1940.

Artículo 35: Es libre la profesión de todas las religiones, así como el ejercicio de todos los cultos, sin otra limitación que el respeto a la moral cristiana y al orden público. La iglesia estará separada del Estado, el cual no podrá subvencionar ningún culto.

La Constitución cubana de 1976.

Artículo 8: El Estado reconoce, respeta y garantiza la libertad religiosa. En la República de Cuba, las instituciones religiosas están separadas del Estado. Las distintas creencias y religiones gozan de igual consideración.

### México
Desde la Constitución de 1857, México se proclamó como un estado laico, complementado por las leyes de Reforma, y de igual manera en la actual Constitución de 1917:
El artículo 130 de la Constitución, establece que tanto la Iglesia como el Estado deberán permanecer separados en los siguientes aspectos:
- El Congreso no puede dictar leyes estableciendo o prohibiendo religión cualquiera.
- Es obligatorio que todas las Iglesias, Asociaciones y Grupos Religiosos estén registrados.
- Limita la participación de sacerdotes o ministros religiosos en asuntos políticos y les prohíbe ocupar puestos de elección popular.

El 21 de septiembre de 1992 se reanudaron las relaciones diplomáticas entre México y la Santa Sede, lo que permitió una colaboración más estrecha entre ambas.

### Uruguay
A contar de la Constitución de Uruguay de 1918 se separó oficialmente la Iglesia del Estado.

Artículo 5 (Constitución de 1918): Todos los cultos religiosos son libres en el Uruguay. El Estado no sostiene religión alguna. Reconoce a la Iglesia Católica el dominio de todos los templos que hayan sido, total o parcialmente, construidos con fondos del Erario Nacional, exceptuándose sólo las capillas destinadas al servicio de asilos, hospitales, cárceles u otros establecimientos públicos. Declara, asimismo, exentos de toda clase de impuestos a los templos consagrados actualmente al culto de las diversas religiones.

Las sucesivas constituciones de 1934, 1942, 1952 y 1967 mantienen la misma redacción del artículo 5.º.
La Constitución de 1997, la actualmente vigente, establece:

Todos los cultos religiosos son libres en el Uruguay. El Estado no sostiene religión alguna. Reconoce a la Iglesia Católica el dominio de todos los templos que hayan sido total o parcialmente construidos con fondos del Erario Nacional, exceptuándose sólo las capillas destinadas al servicio de asilos, hospitales, cárceles u otros establecimientos públicos. Declara, asimismo, exentos de toda clase de impuestos a los templos consagrados al culto de las diversas religiones.

## Casos ambiguos

### España
El artículo 16 de la Constitución garantiza la libertad de culto así como la separación Iglesia-Estado, pero también indica que:

(...) Los poderes públicos tendrán en cuenta las creencias religiosas de la sociedad española y mantendrán las consiguientes relaciones de cooperación con la Iglesia Católica y las demás confesiones.

Las relaciones entre el Estado español y la Santa Sede están reguladas por cuatro acuerdos firmados el 3 de enero de 1979 y que sustituyen al concordato de 1953.
La Iglesia Católica está exenta de pagar impuestos sobre la renta (al igual que las entidades sin ánimo de lucro). Hasta 2006, estaba exenta de pagar IVA (sobre objetos de culto), entre otros.
Existe controversia respecto del tratamiento que se le debe dar a la asignatura de Religión en la escuela. Es obligatorio que los centros de enseñanza primaria y secundaria ofrezcan la asignatura de Religión (Católica u otras en casos excepcionales), aunque los alumnos pueden elegir cursar una asignatura alternativa.
Un asunto también controvertido es el de los colegios concertados, en su mayoría ligados a la Iglesia Católica de una forma u otra, y que reciben financiación pública en los que (los ligados a la Iglesia) la religión se imparte «obligatoriamente».
Las personas y las organizaciones laicas y seculares se oponen a la influencia que tiene la Iglesia Católica en el Estado. Asimismo, desde medios católicos se critican actuaciones del Estado que consideran «anti-Iglesia» más que laicas.
Parte de la financiación de la Iglesia Católica viene de los impuestos. Los ciudadanos pueden destinar el 0,7% de la cuota del Impuesto sobre la Renta de las Personas Físicas a la financiación de la Iglesia católica, y otro porcentaje igual a actividades de interés social; esta decisión la deben señalar en la declaración de la renta, si no lo hace esos porcentajes quedan incluidos en los Presupuestos Generales del Estado para gastos genreales.

### Argentina

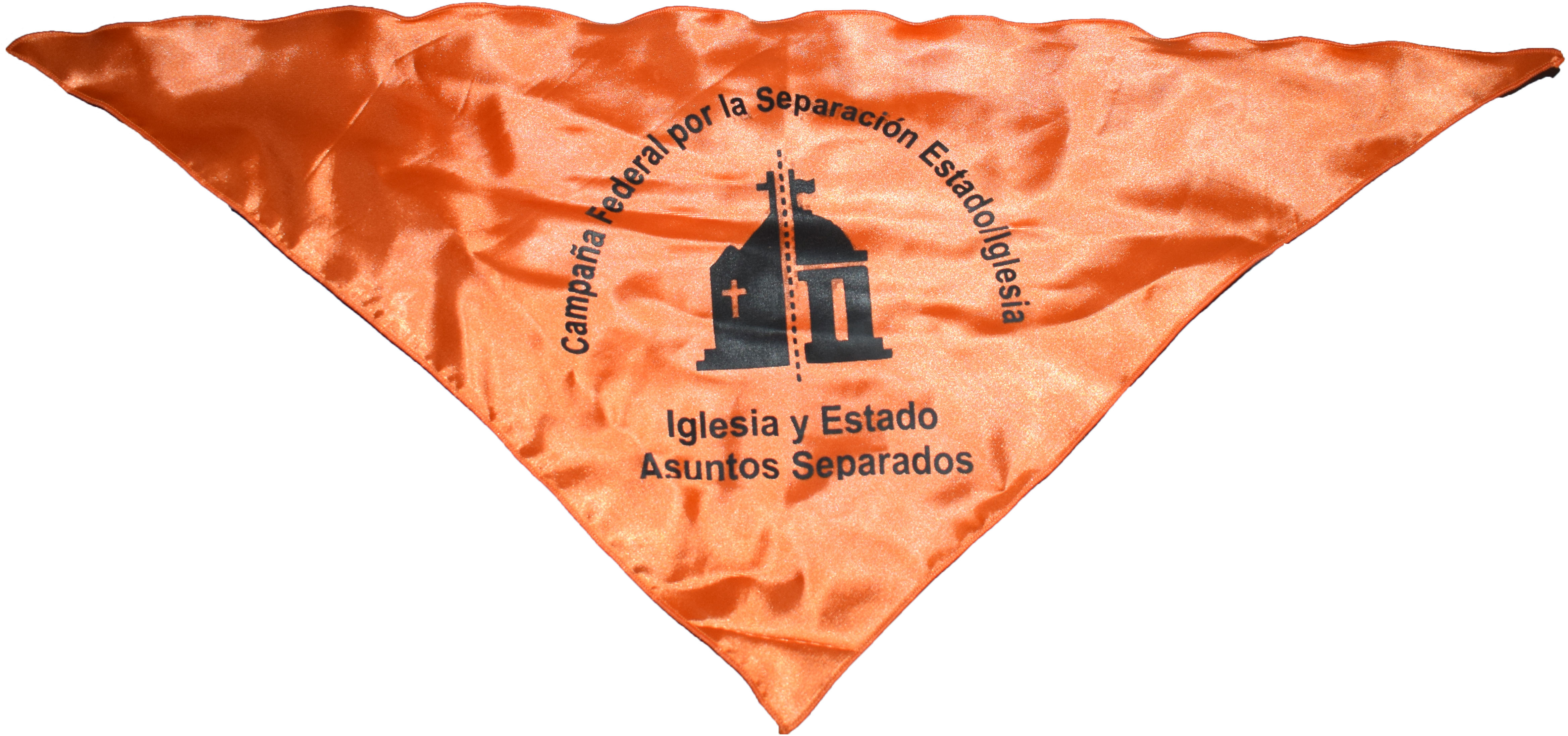
Pañuelo Naranja, símbolo de la campaña por mayor separación entre Iglesia y Estado en Argentina

La libertad de culto está garantizada por el artículo 14 de la Constitución Nacional, aunque el Estado reconoce un carácter preeminente a la Iglesia católica que cuenta con un estatus jurídico diferenciado respecto al del resto de Iglesias y confesiones. Según la Constitución argentina (artículo 2), el Estado Nacional debe sostenerla y según el Código Civil, es jurídicamente asimilable a un ente de derecho público no estatal. Este régimen diferenciado, sin embargo, no implica elevar al catolicismo al estatus de religión oficial de la República. La Santa Sede y la Argentina tienen firmado un concordato que regula las relaciones entre el Estado y la Iglesia católica.